# Province de Limbourg (1815-1839)
Pour les articles homonymes, voir Limbourg (homonymie).
1815–1839
Entités précédentes :
- Meuse-Inférieure
- Roer

Entités suivantes :
- Duché de Limbourg
- Province de Limbourg

La province de Limbourg était l'une des dix-sept provinces du royaume uni des Pays-Bas, créé en 1815 par le congrès de Vienne. 
Elle fut ensuite l'une des neuf provinces de Belgique à la suite de la révolution belge et de l'indépendance du nouvel État le 4 octobre 1830, jusqu'à sa scission et sa disparition le 19 avril 1839 lors de la ratification du traité des XXIV articles.
La province fut alors coupée en deux : à l'ouest de la Meuse la province belge de Limbourg et à l'est le nouveau duché de Limbourg rattaché à la Confédération germanique par le traité de Maastricht signé le 8 aout 1843, puis rendu aux Pays-Bas en 1866 sous sa forme actuelle : la province néerlandaise de Limbourg. 

## Toponymie
Le nom de Limbourg est donné à cette province, bien qu'elle ne comprenne que quelques kilomètres carrés de l'ancien duché de Limbourg, à la demande expresse de Guillaume Ier, qui ne voulait pas voir disparaître ce nom prestigieux. Le nom provient en effet de la ville de Limbourg, actuellement située en Belgique, dans la province de Liège. Le territoire reprend toutefois une bonne partie de l'ancien  comté de Looz.

## Histoire

### Origines

L'actuel Bénélux intégré au système de départements du Empire français après la Révolution française de 1789.

Les origines du territoire de la province sont à chercher après la seconde annexion française des États de Belgique, dès 1795.
En effet, après la révolution française de 1789, la Première République envahit la région (Pays-Bas autrichiens, principauté de Liège et Provinces-Unies) dans le cadre des guerres de la Révolution française. Elle y créée des départements, notamment les neuf départements réunis regroupant grosso modo l'actuel Bénélux. 
Parmi eux se trouve le département de la Meuse-Inférieure puis celui de la Roer (officiellement annexé en 1801). Ils sont rattachés au Premier Empire français.

### Période néerlandaise
À la suite de la défaite de Napoléon à la bataille de Waterloo le 18 juin 1815, le Premier Empire est démembré et un nouvel État est créé par le congrès de Vienne la même année : le royaume uni des Pays-Bas. Celui-ci se constitue en dix-sept provinces dont celle de Limbourg, créée par la Loi fondamentale du royaume uni des Pays-Bas du 24 août 1815.
Elle comprend alors les anciens départements français de la Meuse-Inférieure et des parties de celui de la Roer.

### Période belge et scission

Partage de 1839
Province néerlandaise (duché de Limbourg jusqu'en 1867)
Province belge
duché historique en 1795

Le 25 aout 1830 éclate la révolution belge qui donne lieu à la proclamation d'indépendance de la Belgique le 4 octobre 1830. La province du Limbourg était alors comprise à part entière dans le nouvel État. 
Toutefois, la guerre belgo-néerlandaise éclata et, lors de la ratification du traité des XXIV articles le 19 avril 1839, la Belgique dut rendre une partie de son territoire. L'actuelle province belge de Limbourg fut créée sur la partie à l'ouest de la Meuse, avec les villes de Hasselt et de Genk notamment, tandis que la partie à l'est de la Meuse fut rattachée à la Confédération germanique (à l'exception des villes fortifiées de Maastricht et de Venlo) afin de compenser la perte du grand-duché de Luxembourg qui avait été rattaché au nouveau royaume. Ce territoire reprit alors son ancien nom de « duché de Limbourg ».

## Évolution du Limbourg belge
Séparée du Limbourg néerlandais, la province belge de Limbourg ne comprenait plus de territoire commun avec l'ancien duché de Limbourg (dont elle a les armoiries) jusqu'à ce qu'on lui rattache la région des Fourons, enlevée à la province de Liège le 1er septembre 1963 à la suite de la fixation de la frontière linguistique en Belgique.

## Évolution du Limbourg néerlandais
Le traité de Prague dissout la confédération germanique le 23 août 1866 à la suite de la guerre austro-prussienne et de la défaite de la Confédération à la bataille de Sadowa le 3 juillet 1866. Le territoire légué par la Belgique par le traité des XXIV articles du 19 avril 1839 et qui s'appelait alors « duché de Limbourg » fut rattachée aux Pays-Bas sous sa forme actuelle : la province néerlandaise de Limbourg.